# Альшиц, Владимир Иосифович
Владимир Иосифович Альшиц — российский учёный в области кристаллографии, доктор физико-математических наук, профессор.
Родился 14 ноября 1941 г.
В 1966 г. окончил Московский инженерно-физический институт (с 2009 года — Национальный исследовательский ядерный университет «МИФИ»), дипломник кафедры теоретической ядерной физики.
С 1966 г. работает в Институте кристаллографии им. А. В. Шубникова АН СССР (РАН), Москва: механик-лаборант, младший, затем старший научный сотрудник в теоретическом отделе, с 1988 зав. лабораторией механических свойств кристаллов.
Защитил кандидатскую (1972) и докторскую (1977) диссертации, доктор физико-математических наук, в 1993 г. утверждён в звании профессора.
Специалист в области теоретической и экспериментальной физики дефектов в кристаллах. Развил новый формализм в теории упругости одномерно неоднородных анизотропных сред, получил серию пионерских результатов по упругим, электроупругим и магнито-электроупругим полям линейных дефектов в разнообразных неоднородных средах с возможными пьезоэлектрическими и пьезомагнитными свойствами.
Сочинения:
- Динамическое торможение дислокаций [Текст] / В. И. Альшиц, В. Л. Инденбом. — Москва : [б. и.], 1974. — 80 с. : ил.; 29 см. — (Препринт/ АН СССР. Ин-т кристаллографии им. А. В. Шубникова; № 18). (Препринт/ АН СССР. Ин-т кристаллографии им. А. В. Шубникова; № 18)